# Mizpah (Minnesota)
Pour les articles homonymes, voir Mizpah.
Mizpah est une ville américaine située dans le Comté de Koochiching, dans le Minnesota. Selon le recensement de 2010, sa population est de 56 habitants.